# Liste des châteaux de Haute-Franconie
Le district de Haute-Franconie (en allemand Regierungsbezirk Oberfranken) est une des trois circonscriptions de Franconie et une des sept circonscriptions (Regierungsbezirke) de Bavière.

## Arrondissement de Bamberg
| Nom                                  | Localité | Type                                                           | Époque                                                      | État de conservation et utilisation actuelle | Image |
| ------------------------------------ | -------- | -------------------------------------------------------------- | ----------------------------------------------------------- | -------------------------------------------- | ----- |
| Ancienne résidence (Alte Hofhaltung) | Bamberg  | Château                                                        | XVe siècle                                                  | Palais épiscopal                             |       |
| Altenburg                            | Bamberg  | Château fort Deuxième résidence des princes-évêques de Bamberg | Mention en 1109. Les bâtiments actuels datent du XVe siècle | Restaurant                                   |       |
| Nouvelle résidence (Neue Residenz)   | Bamberg  | Château                                                        | 1602                                                        | Bibliothèque et galerie d'art. Roseraie      |       |
| Résidence Geyerswörth                | Bamberg  | Château urbain                                                 | XIVe siècle                                                 | Bâtiments administratifs                     |       |
| Château Bug                          | Bamberg  | Château                                                        |                                                             |                                              |       |

## Arrondissement de Bayreuth
| Nom                                 | Localité                 | Type          | Époque                  | État de conservation et utilisation actuelle                                                                                           | Image |
| ----------------------------------- | ------------------------ | ------------- | ----------------------- | --- | ----- |
| Château ancien (Altes Schloss)      | Bayreuth                 | Château       | 1450                    | Détruit en 1945 puis reconstruit. Aujourd'hui administration des finances                                                              |       |
| Château neuf (Neues Schloss)        | Bayreuth                 | Château       | 1758                    | Château ouvert au public. Musées d'archéologie et de la faïence                                                                        |       |
| L'Ermitage (Eremitage)              | Bayreuth                 | Château, parc | 1715                    | Grand parc avec le château, l'orangerie, le Temple du Soleil, la grotte et le théâtre de ruines. Reconstitution des jardins après 1945 |       |
| Château de l'ordre de Saint-Georges | St. Georgen (Bayreuth)   | Châteaux      | 1701                    | Reconstruit en 1727 ; depuis 1897, fait partie de la prison de St. Georgen-Bayreuth                                                    |       |
| Pavillon de chasse de Thiergarten   | Bayreuth-Oberthiergarten | Château       | XVIIe et XVIIIe siècles | Depuis 1980, propriété de la ville, future école internationale.                                                                       |       |

## Arrondissement de Cobourg
| Nom                                   | Localité            | Type                                | Époque       | État de conservation et utilisation actuelle | Image |
| ------------------------------------- | ------------------- | ----------------------------------- | ------------ | --- | ----- |
| Domaine seigneurial de Bertelsdorf    | Cobourg-Bertelsdorf | Domaine seigneurial                 | XVIIe siècle | Domaine avec un manoir, un moulin et une brasserie jusqu'en 1898. Nombreuses dépendances. Palais de justice de 1625. Aujourd'hui, propriété privée.                                                                     |       |
| Château de Bürglaß                    | Cobourg             | Château                             | 1794         | Construit par le prince Frédéric Josias de Saxe-Cobourg-Saalfeld, restauré dans les années 1960, il abrite aujourd'hui le bureau de l'État civil de la ville de Cobourg                                                 |       |
| Château de Callenberg                 | Cobourg             | Pavillon de chasse, résidence d'été | XIe siècle   | À partir de 1592, extension de la résidence principale des ducs de Saxe-Cobourg et Gotha. Depuis 2004, le château abrite le musée allemand du tir sportif                                                               |       |
| Forteresse de Cobourg (Veste Coburg)  | Cobourg             | Château fort                        | Xe siècle    | Première mention en 1225. Après d'importantes rénovations de 1909 à 1923, il est la résidence principale des ducs de Saxe-Cobourg et Gotha. Dans la forteresse, on peut voir les collections d'art des ducs de Cobourg. |       |
| Palais Ehrenbourg (Schloss Ehrenburg) | Cobourg             | Château                             | 1547         | Ancienne résidence principale des ducs régnants de Cobourg. Aujourd'hui, le château est ouvert au public et abrite aussi un musée.                                                                                      |       |